# Kreis Samter

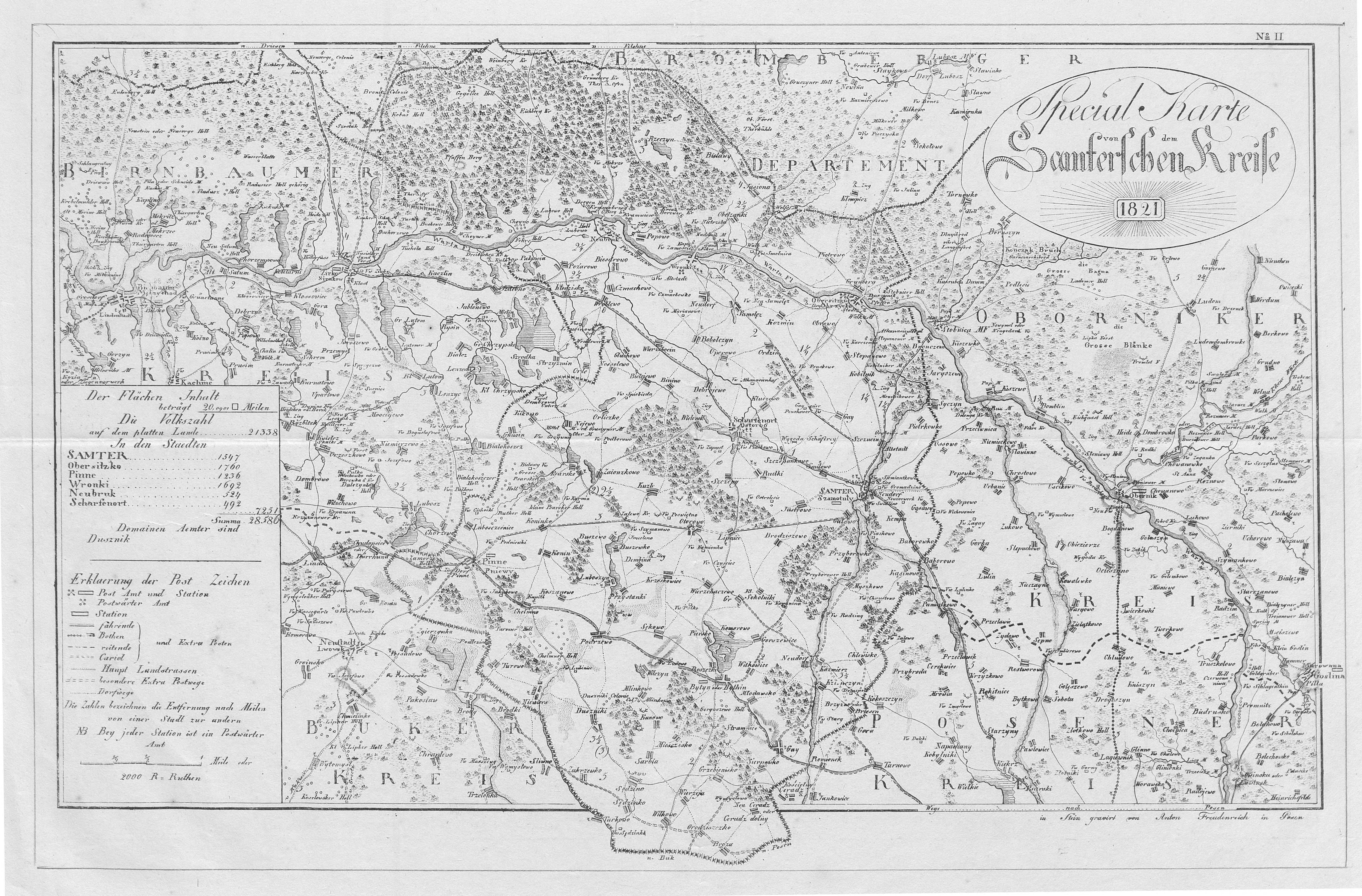
Der Kreis Samter in den Grenzen von 1818 bis 1919

Der Kreis Samter am Nordrand der preußischen Provinz Posen bestand in der Zeit von 1818 bis 1918. Das ehemalige Kreisgebiet gehört heute zur polnischen Woiwodschaft Großpolen und entspricht in etwa dem Gebiet des polnischen Nachfolgekreises Powiat Szamotulski.

## Größe
Der Kreis Samter hatte eine Fläche von 1093 Quadratkilometern.

## Geschichte
Das Gebiet um die westpolnische Stadt Samter gehörte nach der Zweiten Teilung Polens von 1793 bis 1807 zum Kreis Obornik in der preußischen Provinz Südpreußen. Nach dem Frieden von Tilsit kam das Gebiet 1807 zum Herzogtum Warschau. Nach dem Wiener Kongress am 15. Mai 1815 fiel das Gebiet erneut an das Königreich Preußen und kam zum Regierungsbezirk Posen in der Provinz Posen.
Im Zuge der preußischen Verwaltungsreformen wurde zum 1. Januar 1818 aus dem Westteil des alten Kreises Obornik der Kreis Samter gebildet. Kreisstadt und Sitz des Landratsamtes wurde die Stadt Samter.
Als Teil der Provinz Posen wurde der Kreis Samter am 18. Januar 1871 Teil des neu gegründeten Deutschen Reichs, wogegen die polnischen Abgeordneten im neuen Reichstag am 1. April 1871 protestierten.
Am 27. Dezember 1918 begann in der Provinz Posen der Großpolnische Aufstand der polnischen Bevölkerungsmehrheit gegen die deutsche Herrschaft, und bereits am selben Tag war die Kreisstadt Samter unter polnischer Kontrolle. Am 16. Februar 1919 beendete ein Waffenstillstand die polnisch-deutschen Kämpfe, und am 28. Juni 1919 trat die deutsche Regierung mit der Unterzeichnung des Versailler Vertrags den Kreis Samter auch offiziell an das neu gegründete Polen ab.

## Einwohnerentwicklung
| Jahr | Einwohner | Quelle |
| ---- | --------- | ------ |
| 1818 | 25.321    | [ 1 ]  |
| 1846 | 43.067    | [ 2 ]  |
| 1871 | 50.436    | [ 3 ]  |
| 1890 | 54.498    |        |
| 1900 | 60.412    | [ 4 ]  |
| 1910 | 66.856    | [ 4 ]  |

Von den Einwohnern im Jahre 1890 waren 72 % Polen, 24 % Deutsche und 4 % Juden. Ein Teil der deutschen Einwohner verließ nach 1918 das Gebiet.

## Politik

### Landräte
- 1820–000000Zaydler
- 1836–183800Ernst von Motz (1805–1858)[5]
- 1838–185200Gustav von Haza-Radlitz (1795–1852)[6]
- 1853–186000Albert von Puttkamer (1797–1861)[7]
- 1862–187000Christian Julius von Massenbach (1832–1904)
- 1873–187800Arthur von Knobloch (1825–1901)
- 1879–188700Sigismund von Dziembowski (1849–1915)
- 1887–189900Günther von Blanckenburg (1858–1932) (1887: kommissarisch)
- 1900–190400Paul Ramm (kommissarisch)
- 1904–190900Matthias von Oppen (1873–1924)
- 1909–191800Wilhelm von Born-Fallois (1878–1934)

### Wahlen
Der Kreis Samter gehörte zusammen mit den Kreisen Birnbaum, Obornik und Schwerin an der Warthe zum Reichstagswahlkreis Posen 2. Der Wahlkreis wurde bei den Reichstagswahlen zwischen 1871 und 1912 von den folgenden Kandidaten gewonnen:
- 187100Ludwig von Rönne, Nationalliberale Partei
- 187400Ludwig Zietkiewicz, Polnische Fraktion
- 187700Stephan von Kwilecki, Polnische Fraktion
- 187800Stephan von Kwilecki, Polnische Fraktion
- 188100Stephan von Kwilecki, Polnische Fraktion
- 188400Stephan von Kwilecki, Polnische Fraktion
- 188700Hektor von Kwilecki, Polnische Fraktion
- 189000Hektor von Kwilecki, Polnische Fraktion
- 189300Hektor von Kwilecki, Polnische Fraktion
- 189800Hektor von Kwilecki, Polnische Fraktion
- 190300Mathias von Brudzewo-Mielzynski, Polnische Fraktion
- 190700Mathias von Brudzewo-Mielzynski, Polnische Fraktion (52,3 % der Wählerstimmen)[8]
- 191200Mathias von Brudzewo-Mielzynski, Polnische Fraktion (52,7 % der Wählerstimmen)[8]

## Kommunale Gliederung
Die fünf Städte des Kreises waren Obersitzko, Pinne, Samter, Scharfenort und Wronke.  Die (Stand 1908) 96 Landgemeinden und 67 Gutsbezirke waren zu Polizeidistrikten zusammengefasst.

## Gemeinden

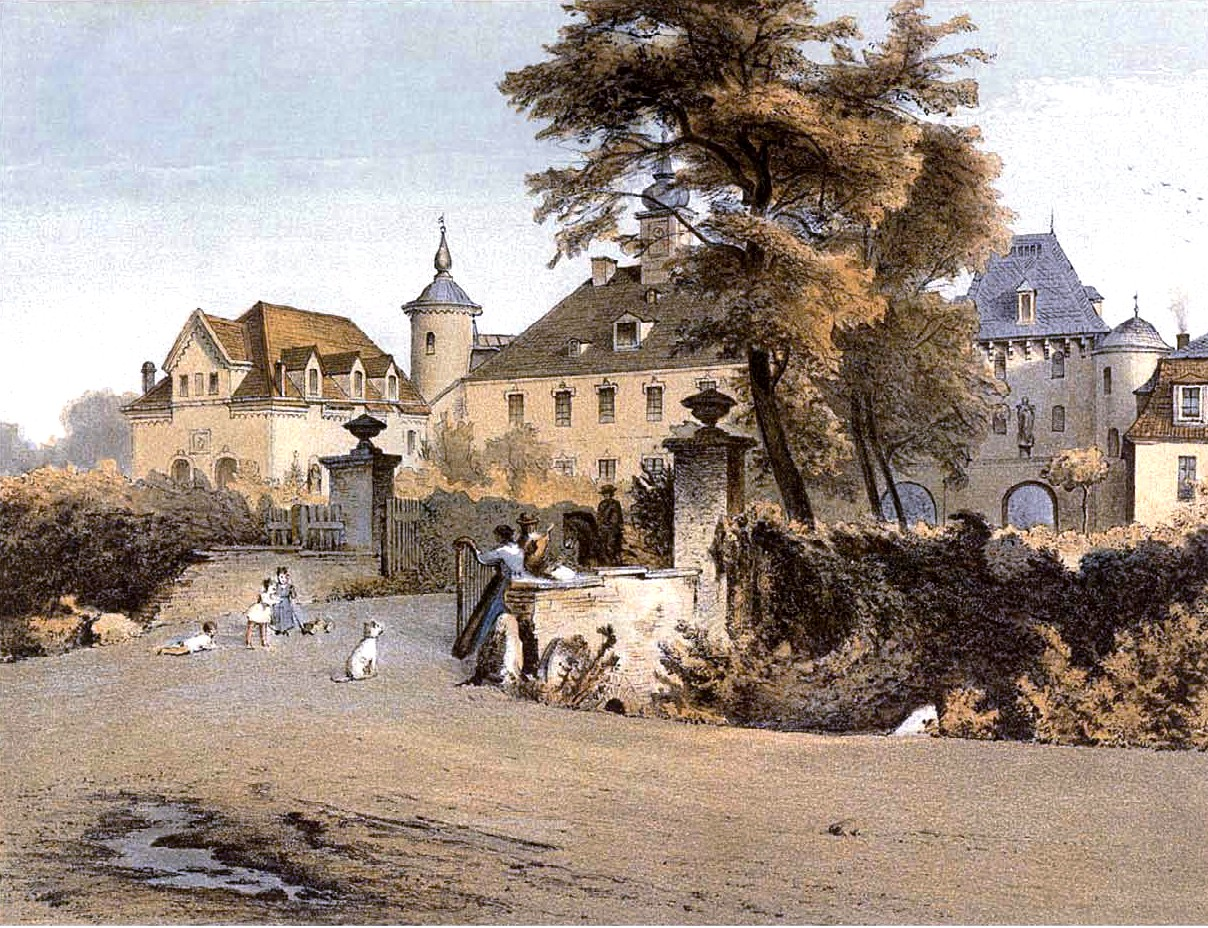
Schloss Gay, Sammlung Alexander Duncker

Am Anfang des 20. Jahrhunderts gehörten die folgenden Gemeinden zum Kreis:
- Bielawy bei Wronke
- Biezdrowo
- Binino
- Brzoza
- Buschewo
- Ceradz Dolny
- Chelmno Dorf
- Chelmno Hauland
- Chojno
- Chrusty
- Cmachowo
- Czysciec
- Dobrogostowo
- Duschnik
- Falkenried
- Freithal
- Galowo
- Gluchowo
- Gnuschin
- Gonsawy
- Gorgoschewo
- Grodziszczko
- Groß Gay
- Groß Psarskie Hauland
- Grünberg
- Jasionna
- Jastrowo
- Kammthal
- Karolin
- Kazmierz
- Kiontschin
- Klein Gay
- Klein Psarskie Hauland
- Klodzisko
- Klutschewo
- Kobusch
- Konin
- Koninko
- Konsinowo
- Koschanowo
- Kozmin
- Krzeszkowice
- Kunowo
- Kuzle
- Lipnica
- Lubosin
- Luboszesnica
- Lubowo
- Mieschisk
- Mlynkowo
- Neubrück
- Neudorf bei Wronke
- Neuthal
- Niewierz
- Nossalewo
- Obelzanki
- Obersitzko, Stadt
- Oporowo
- Orliczko
- Ostrolesie
- Ottorowo
- Pakawie
- Peterawe
- Peterkowko
- Piersko
- Pierwoschewo
- Pinne, Stadt
- Pinne, Dorf
- Podpniewki
- Podrzewie
- Popowo
- Radlau
- Retschin
- Roschki
- Rudki
- Rudki Hauland
- Samolentsch
- Samter, Stadt
- Sandhofen
- Sarbia
- Scharfenort, Stadt
- Sendzin
- Sendzinko
- Senkowo
- Slopanowo
- Smilowo
- Szcepankowo
- Turowo Dorf
- Turowo Hauland
- Twardowo
- Wielonek
- Wierzchaczewo
- Wierzchocin
- Wierzeja
- Wilczyn
- Wilkowo
- Witkowice
- Wroblewo
- Wronke, Stadt
- Zajontschkowo
- Zakrzewko
- Zamorze
- Zapust

Bis auf wenige Ausnahmen galten nach 1815 die polnischen Ortsnamen weiter, zu Beginn des 20. Jahrhunderts wurden mehrere Ortsnamen eingedeutscht.